# 国会における各会派に対する立法事務費の交付に関する法律
国会における各会派に対する立法事務費の交付に関する法律（こっかいにおけるかくかいはにたいするりっぽうじむひのこうふにかんするほうりつ、昭和28年法律第52号）は、国会議員の立法調査研究活動を行うため必要経費の一部として立法事務費を交付することに関する法律である。

## 立法事務費
交付額
議員1人当たり月額65万円
交付の対象
各議院における各会派（所属議員1人の場合も支給対象）（第1条第1項）が支給対象で、各議員に対しては交付しない（同第2項）